# Malvern (Victoria)
Malvern est une banlieue de Melbourne, Australie situé au sud-est du centre-ville.

## Géographie

### Communes limitrophes
| Toorak           | Kooyong         | Hawthorn East (en)           |
| Toorak, Armadale | Malvern         | Glen Iris, Malvern East (en) |
| Caulfield North  | Caulfield North | Caulfield East (en)          |

## Galerie

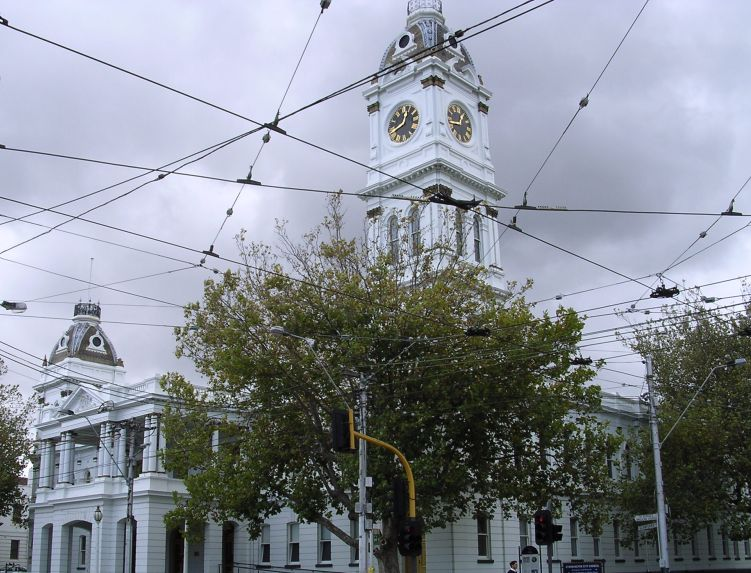
Malvern Town Hall (la mairie)
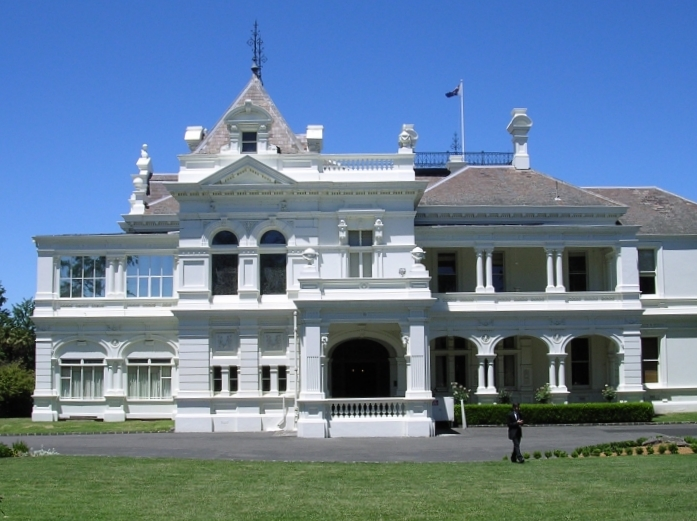
Stonnington Mansion, manoir
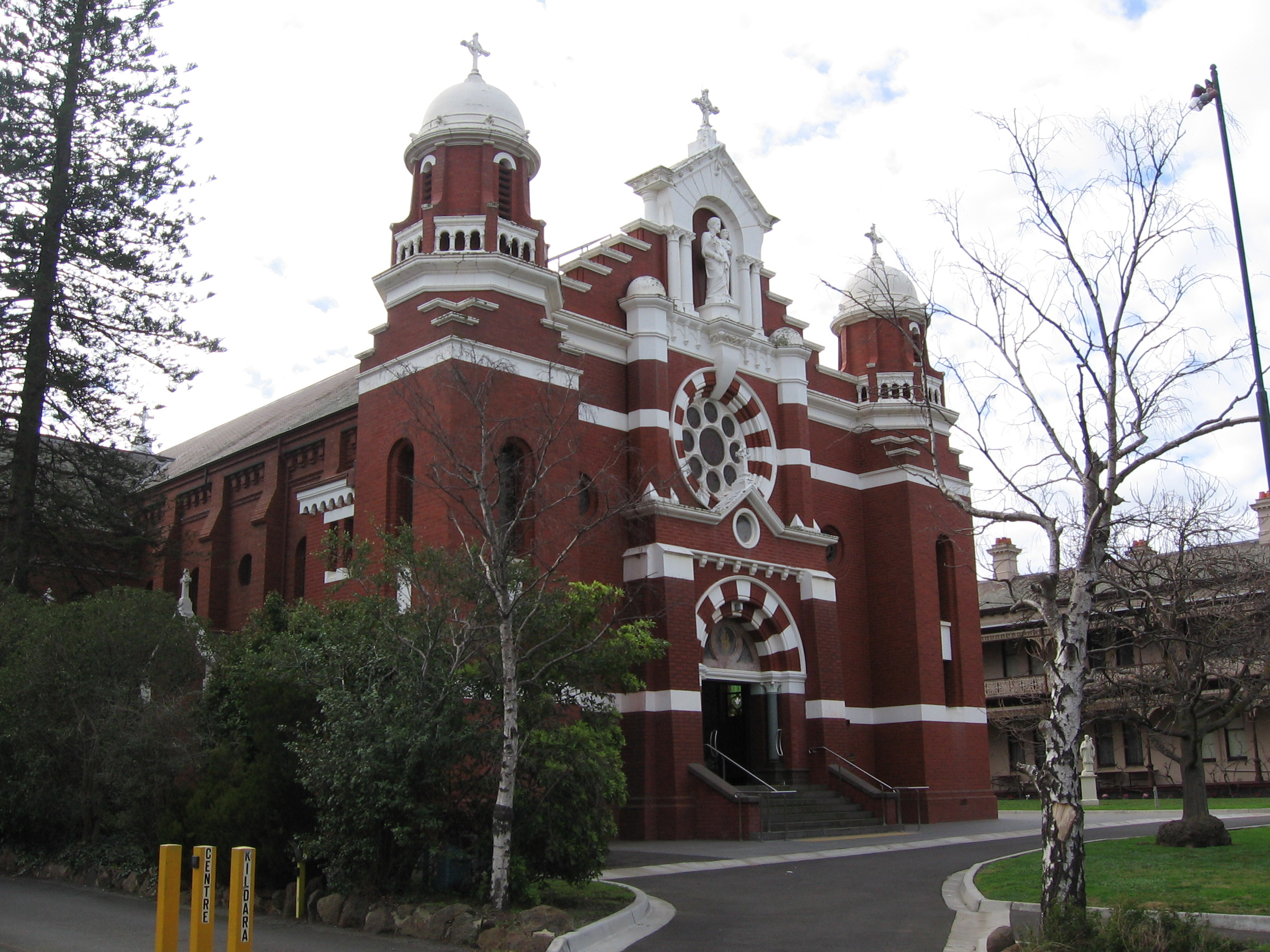
Église catholique de Saint Joseph
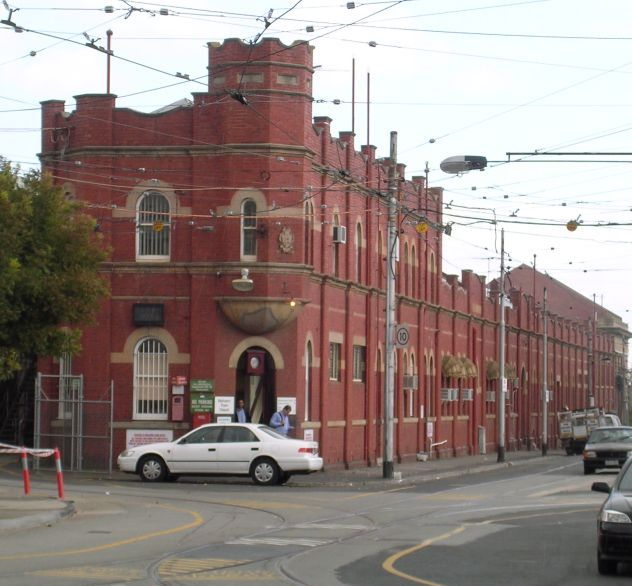
Dépôt de tramway